# Стран (Тасмания)
Стран (англ. Strahan) — небольшой город на западе Тасмании (Австралия), на берегу залива Маккуори. Согласно переписи 2016 года, население Страна составляло 658 человек.

## География
Город Стран находится на берегу бухты Лонг-Бей (Long Bay), у самой северной точки залива Маккуори, недалеко от входа в залив — узкого пролива, который получил название Хеллс-Гейтс (Hells Gates с англ. — «врата ада»).
Устье реки Кинг, впадающей в залив Маккуори, находится примерно в 5 км юго-восточнее Страна.

## История
В 1877 году на этом месте появился небольшой порт. Датой основания Страна считается 1880 год. Он был назван в честь Джорджа Страна (George Strahan, 1838—1887) — губернатора Тасмании в 1881—1886 годах.
Долгое время он служил портом, обслуживающим добычу руды (добываемой, главным образом, в районе Куинстауна и Зиана), а также заготовку древесины — в частности, в низовьях рек Гордон, Франклин и Кинг. В 1892 году было открыто железнодорожное сообщение между Зианом и Страном, а в 1897 году — между Куинстауном и Страном.
Стран оставался важным портом до начала 1960-х годов, но затем грузооборот стал быстро сокращаться. В 1960-м была закрыта железная дорога до Зиана, а в 1963 году — железная дорога до Куинстауна (откуда руду стали перевозить по железной дороге в расположенный на севере портовый город Берни).
С 1960-х годов город становится одним из важных туристских центров Тасмании. С 1969 года организуются экскурсии-круизы по заливу Маккуори (с заходом в нижнюю часть реки Гордон). В 2003 году была заново открыта железная дорога до Куинстауна West Coast Wilderness Railway, которая также стала популярной среди туристов.

## Население
Согласно переписи населения 2016 года, население Страна составляло 658 человек, 50,7 % мужчин и 49,3 % женщин. Средний возраст жителей Страна составлял 41 год.
| 1996 | 2001 | 2006 | 2011 | 2016 |
| ---- | ---- | ---- | ---- | ---- |
| 701  | 735  | 637  | 660  | 658  |

## Транспорт
Основные автомобильные дороги:
- в восточном направлении, в сторону Куинстауна
- в северном направлении, в сторону Зиана

Расстояние до Хобарта — 298 км, а до Куинстауна — 41 км.
В трёх километрах западнее центра города есть небольшой аэропорт Strahan Airport, (ИАТА: SRN, ИКАО: YSRN), который в основном обслуживает чартерные рейсы и вертолёты — регулярного воздушного сообщения с другими городами нет.